# International Booker Prize

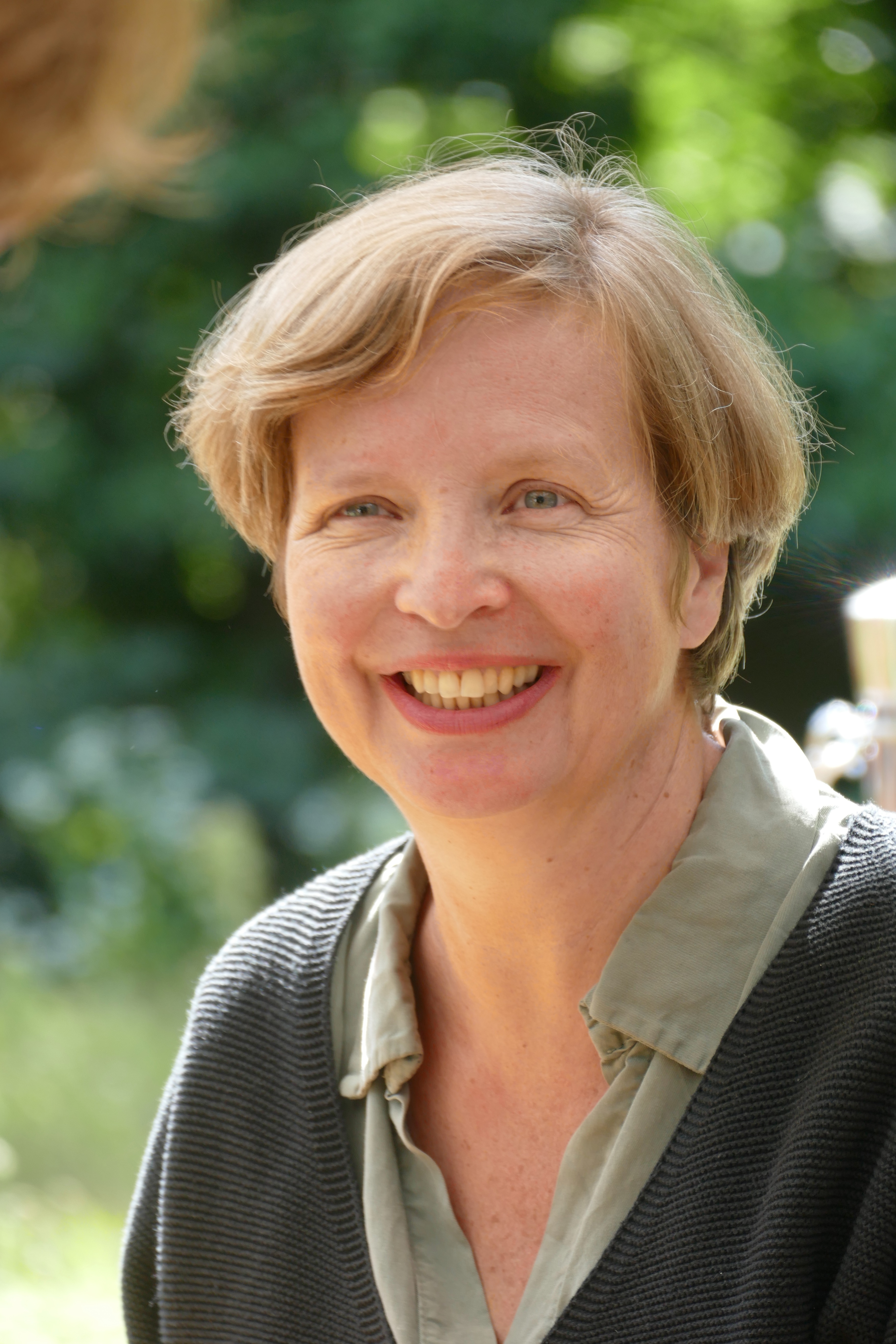
Preisträgerin 2024: Jenny Erpenbeck für den Roman Kairos

Der International Booker Prize (bis 2019 Man Booker International Prize) ist ein britischer Literaturpreis. Ausgezeichnet wird seit 2016 jährlich ein fremdsprachiger, ins Englische übersetzter und im Vereinigten Königreich veröffentlichter Roman oder Kurzgeschichtenband. Der Preis ist mit insgesamt 80.000 Pfund Sterling dotiert, wobei sich Autor und Übersetzer das Preisgeld teilen. Die Stiftung Booker Prize Foundation ist für die Vergabe verantwortlich. Gesponsert wurde die Auszeichnung bis 2019 von der Man Group plc, die jedes Jahr auch die Vergabe des Booker Prize for Fiction finanzierte. Seit Juni 2019 sponsert die wohltätige Stiftung Crankstart des britischen Geschäftsmanns Michael Moritz und seiner Ehefrau Harriet Heyman die Vergabe des Literaturpreises. Daher wurde der Name Man Booker International Prize offiziell in The International Booker Prize geändert.
Von 2005 bis 2015 wurde die Auszeichnung alle zwei Jahre an einen Autor beliebiger Nationalität für sein auf Englisch verfügbares (Gesamt-)Werk vergeben, wie es auch der Neustadt International Prize for Literature tut (der Preis für das Gesamtwerk war zuletzt mit 60.000 Pfund Sterling dotiert). Nachdem 2015 acht der zehn Finalisten für ein Gesamtwerk nicht-englischsprachige Autoren gewesen waren, wurde für 2016 beschlossen, den Man Booker International Prize entsprechend umzustrukturieren und an den Vergabekriterien des Independent Foreign Fiction Prize auszurichten, dessen Vergabe damit eingestellt wurde.
Der Preis ist mit insgesamt 80.000 Pfund Sterling dotiert. Ein Preisgeld von 50.000 Pfund Sterling wird zu gleichen Teilen zwischen Autor und Übersetzer des ausgezeichneten Werks aufgeteilt. Daneben erhält jeder auf der Shortlist vertretene Autor und Übersetzer jeweils 2500 Pfund Sterling (bis 2021 wurden für die Shortlist-Nominierung 1000 Pfund Sterling vergeben).

## Preisträger

### Bester Roman (seit 2016)
| Jahr | Preisträger                                                            | Titel (Originaltitel)                                                 | Deutscher Titel               |
| ---- | ---------------------------------------------------------------------- | --------------------------------------------------------------------- | ----------------------------- |
| 2016 | Han Kang (Südkorea), Deborah Smith (Übersetzung)                       | The Vegetarian (채식주의자, Chaesikjuuija)                            | Die Vegetarierin              |
| 2017 | David Grossman (Israel), Jessica Cohen (Übersetzung)                   | A Horse Walks Into a Bar (סוס אחד נכנס לְבָּר, Sus Echad Nichnas Le-Bar) | Kommt ein Pferd in die Bar    |
| 2018 | Olga Tokarczuk (Polen), Jennifer Croft (Übersetzung)                   | Flights (Bieguni)                                                     | Unrast                        |
| 2019 | Jokha al-Harthi (Oman), Marilyn Booth (Übersetzung)                    | Celestial Bodies (Sayyidat el-Qamar)                                  |                               |
| 2020 | Marieke Lucas Rijneveld (Niederlande), Michele Hutchison (Übersetzung) | The Discomfort of Evening (De avond is ongemak)                       | Was man sät                   |
| 2021 | David Diop (Frankreich/Senegal), Anna Moschovakis (Übersetzung)        | At Night All Blood is Black (Frère d’âme)                             | Nachts ist unser Blut schwarz |
| 2022 | Geetanjali Shree (Indien), Daisy Rockwell (Übersetzung)                | Tomb of Sand (Ret Samadhi)                                            |                               |
| 2023 | Georgi Gospodinow (Bulgarien), Angela Rodel (Übersetzung)              | Time Shelter (Времеубежище / Wremeubeschischte)                       | Zeitzuflucht                  |
| 2024 | Jenny Erpenbeck (Deutschland), Michael Hofmann (Übersetzung)           | Kairos                                                                | Kairos                        |
| 2025 | Banu Mushtaq (Indien), Deepa Bhasthi (Übersetzung)                     | Heart Lamp (Hridaya Deepa)                                            |                               |

### Gesamtwerk (2005–2015)
| Jahr | Preisträger/-in      | Land     |
| ---- | -------------------- | -------- |
| 2005 | Ismail Kadare        | Albanien |
| 2007 | Chinua Achebe        | Nigeria  |
| 2009 | Alice Munro          | Kanada   |
| 2011 | Philip Roth          | USA      |
| 2013 | Lydia Davis          | USA      |
| 2015 | László Krasznahorkai | Ungarn   |